# Ил-28

Проекции Ил-28

Ил-28 (по кодификации NATO: Beagle с англ. — «Гончая», в СССР и Польше было прозвище — «Трактор») — один из первых серийных советских самолётов с реактивным двигателем, спроектированный в ОКБ-240. Создан как фронтовой бомбардировщик и носитель тактического ядерного оружия. В дальнейшем применялся как разведчик, базовый торпедоносец, самолёт радиоэлектронной борьбы, буксировщик мишеней и др.

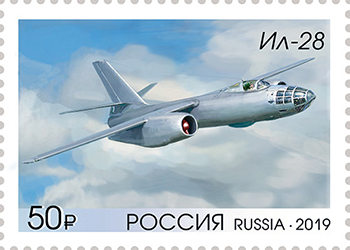
Самолёт Ил-28 на почтовой марке России 2019 года.

В середине 1950-х годов этот самолёт был основной ударной силой фронтовой авиации СССР и стран Варшавского договора. Отличался выдающейся надёжностью и неприхотливостью в эксплуатации. Участвовал во множестве локальных конфликтов.
За создание Ил-28 С. В. Ильюшину и группе конструкторов ОКБ-240 была присуждена Сталинская премия.

## История создания и производства
В 1947 году в СССР был запущен в серийное производство английский турбореактивный двигатель Rolls-Royce Nene с центробежным компрессором. Партия этих двигателей (40 штук) была закуплена СССР в 1946 году, и в дальнейшем было налажено «пиратское» нелицензионное производство этих двигателей как РД-45 и ВК-1. Компания «Роллс-Ройс» попыталась взыскать с СССР 207 миллионов фунтов стерлингов лицензионных сборов, но безуспешно.
Именно под этот двигатель и было начато проектирование будущего Ил-28.
Постановление Правительства СССР о создании фронтового бомбардировщика с турбореактивными двигателями в ОКБ-240 вышло в июне 1948 года. Первый полёт новой машины с установленными ещё английскими двигателями состоялся 8 июля 1948 года. Госиспытания начались в феврале 1949 года, уже с двигателями отечественной сборки. Во время испытаний в НИИ ВВС было выполнено 84 полёта с общей продолжительностью полётного времени 75 часов. По результатам испытаний было записано 80 конструктивных дефектов, на устранение которых ушло около четырёх месяцев.
Вместе с Ил-28 в испытаниях также участвовали на конкурсной основе трёхдвигательные самолёты проектов «73» и «78» разработки ОКБ-156, которые оснащались многочисленным оборонительным вооружением аналогично поршневому Ту-2. По сравнению с Ил-28 у этих бомбардировщиков был больше экипаж, масса и габариты при аналогичной боевой нагрузке. Впоследствии конструкторским бюро Туполева был представлен самолёт Ту-14, двухдвигательный бомбардировщик с экипажем из 3 человек и одной кормовой пушечной установкой. Ту-14 обладал несколько большей дальностью полёта, но был значительно сложнее в производстве и эксплуатации. В дальнейшем Ту-14 всё-же был выпущен небольшой серией в 89 машин и поступил на вооружение только в морскую авиацию СССР в качестве базового торпедоносца. Впрочем, судьба этого самолёта оказалась неприглядной: он эксплуатировался всего в пяти авиационных полках и очень не долго, уже в 1959 году он был снят с вооружения.
14 мая 1949 года вопрос принятия на вооружение первого реактивного фронтового бомбардировщика обсуждался на специальном заседании у Сталина. На заседании было принято решение о серийном производстве бомбардировщика на заводах № 30 в Москве, № 64 в Воронеже и № 166 в Омске. Одновременно решено увеличить скорость полёта Ил-28 до 900 км/ч за счёт установки более мощных двигателей ВК-1 со взлётной тягой по 2700 кгс.
8 августа 1949 года доработанный самолёт с новыми двигателями ВК-1 вновь вышел на испытания, по результатам которых было рекомендовано принять машину на вооружение и начать серийную постройку. Войсковые испытания самолёта проводились на первых построенных машинах в Московском ВО.
1 мая 1950 года состоялся публичный показ Ил-28 — в воздушном параде над Красной площадью участвовал полк этих самолётов.
В 1950 году был построен первый экземпляр учебного самолёта Ил-28У.
В 1951 году вышел на испытания торпедоносец Ил-28Т.
В 1953 году производство самолётов типа Ил-28 было развёрнуто ещё на авиазаводах № 1 (50 машин) и № 23 (2 машины). Объединённые усилия пяти предприятий позволили довести годовой выпуск Ил-28 до 1558 машин. При этом цена бомбардировщика оказалась ниже, чем у истребителей МиГ-15 или МиГ-17.
В 1954 году поступил на вооружение разведчик Ил-28Р.
Всего с 1949 по 1955 год было выпущено 6635 бомбардировщиков Ил-28 различных модификаций.
Стоимость

## Описание конструкции
Самолёт Ил-28 — цельнометаллический двухмоторный однофюзеляжный среднеплан с однокилевым стреловидным оперением и трехстоечным шасси. Два турбореактивных двигателя расположены в мотогондолах на крыле. В конструкции самолёта широко применялся алюминиевый термообработанный сплав Д16Т.

### Планер

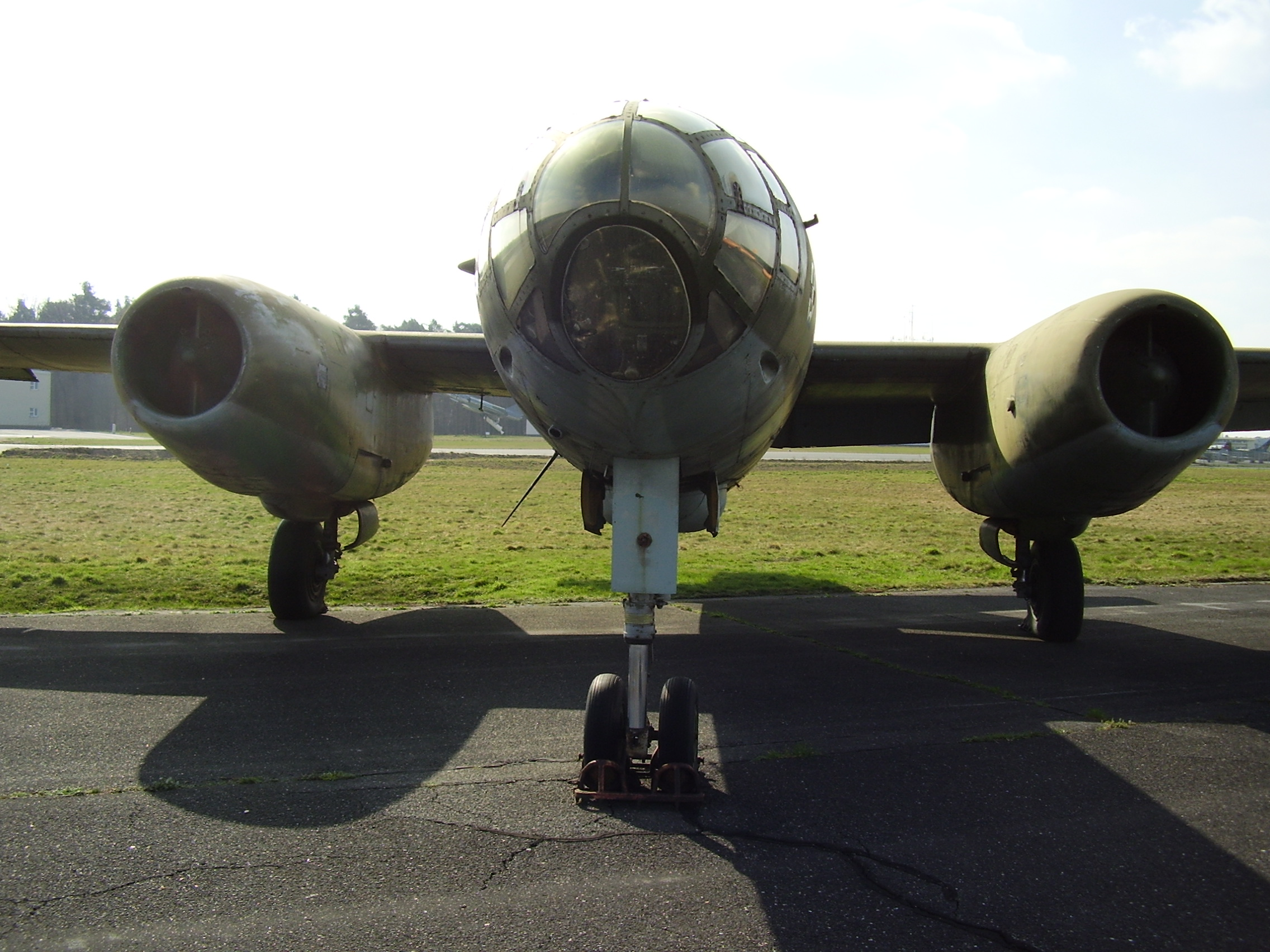
Вид на самолёт спереди. Хорошо видно обтекатели коробки агрегатов двигателей ВК-1

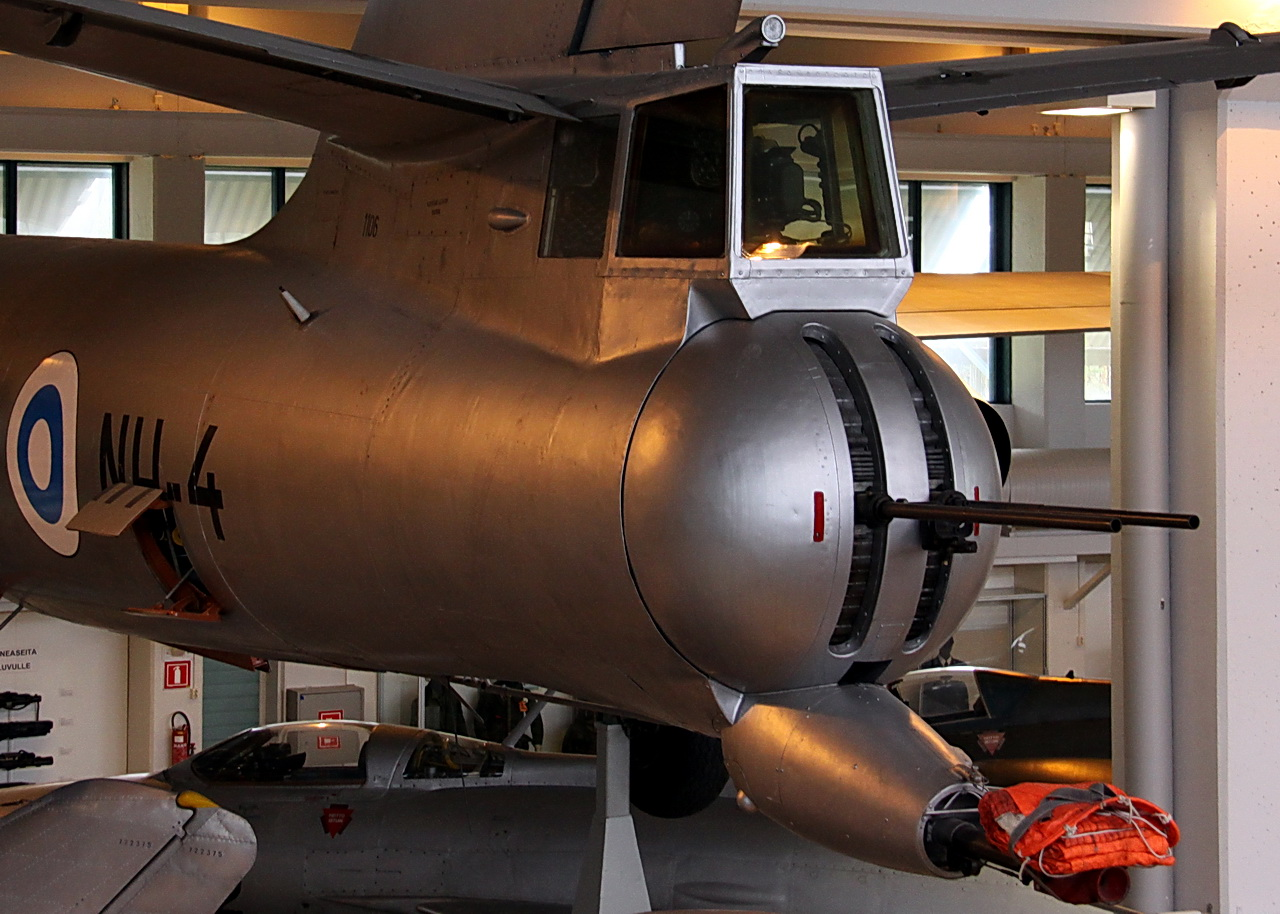
Кормовая турель со спаренными пушками НР-23

Планер состоит из фюзеляжа, хвостового оперения, центроплана, двух отъёмных частей крыла и двух мотогондол. Силовая установка — два турбореактивных двигателя ВК-1.
Фюзеляж — цельнометаллический полумонокок с работающей обшивкой. С целью технологичности производства фюзеляж состоит из 4-х частей: передняя кабина по 11 шпангоут, средняя часть фюзеляжа (шп. № 11-38), хвостовая часть фюзеляжа (шп. № 38-42) и кормовая кабина (от шп. № 42 до конца). Средняя часть фюзеляжа имеет технологический разъём, делящий её повдоль ровно пополам по оси симметрии. Передняя и кормовая часть фюзеляжа герметизированы. Для уплотнения заклёпочных швов применяется матерчатая лента, пропитанная тиоколом. Гермостыки обшивки выполнены двухрядным заклёпочным швом.
Каркас фюзеляжа состоит из 47 шпангоутов, 38 стрингеров и двух лонжеронов по краям бомбоотсека. Обшивка фюзеляжа состоит из оксидированных дюралевых листов толщиной в пределах 1-1,5 мм, приклёпанных к силовому набору. Грунтовка и окраска на обшивке не применяются.
Обе кабины герметичные, с наддувом. Входные люки герметизируются шлангами герметизации, в которые после закрытия подаётся воздух под давлением 3,5 кг/см3. Передняя часть фюзеляжа имеет остекление, состоящее из каркаса и набора выпуклых окон с двойным оргстеклом, кроме нижнего переднего стекла под прицелом, которое сделано из триплекса. В штурманской кабине два сидения — катапультное кресло у шпангоута № 6 и откидное сидение спереди на правом борту, находясь на котором, штурман работает с приборами. Над катапультным креслом находится входной люк. При нормальной эксплуатации входной люк открывается вверх-наружу, при аварийном покидании он сбрасывается целиком. Аварийный сброс сблокирован со стреляющим механизмом кресла.
Рабочее место лётчика закрывается сверху прозрачным фонарём. Фонарь состоит из откидной части, козырька и заголовника. Лобовое стекло из триплекса, боковые стекла выполнены из одинарного штампованного плексигласа. Откидная часть фонаря остеклена двойным плексигласом. Откидная часть фонаря при аварийном покидании сбрасывается, сброс сблокирован с катапультным креслом лётчика.
В кабине стрелка-радиста снизу имеется входной люк, который открывается двумя пневмоцилиндрами. При аварийной посадке на воду нижний люк открыть невозможно, поэтому часть самолётов (например, Ил-28Р) получила в верхней части кабины стрелка-радиста аварийный люк со сбрасываемой крышкой.
Освещение кабин белое лампами накаливания, в полёте — ультрафиолетовое, лампы АРУФОШ-45. В отсеках самолёта для освещения применялись малогабаритные плафоны ПС-39.
Бронирование Ил-28 включало в себя три стальные бронеспинки сидений толщиной 10 мм и бронеднища сидений толщиной 6 мм у штурмана и лётчика; бронещит и бронеплита, прикрывающие стрелка и штурмана. Бронестёкла: стекло К-2 на фонарь лётчика, стекло К-1 на люк штурмана, заднее и два боковых бронестекла у стрелка-радиста. Общий вес брони 454 кг.
Крыло прямое (стреловидность по передней кромке равна нулю), трапециевидное, моноблочное двухлонжеронное, с углом установки 3° и поперечным V=38′, без аэродинамической крутки законцовок. Профиль крыла — СР-5с-12, с относительной толщиной 12 %. Площадь крыла 60,8 м2, размах 21,45 м, удлинение — 7,55
Крыло состоит из центроплана и двух отъёмных частей крыла — консолей.
Механизация крыла — обычные четырехсекционные закрылки с углом отклонения 50° на посадке и 20° — на взлёте. Две внутренние секции расположены между фюзеляжем и мотогондолами, две внешние секции — между мотогондолами и элеронами.
Для управления по крену использовались щелевые элероны типа ЦАГИ с аэродинамической компенсацией. На правом элероне установлен триммер. Углы отклонения элеронов: вверх — 20°, вниз — 15°.
Хвостовое оперение свободнонесущее однокилевое. Киль и стабилизатор стреловидные, симметричного профиля NACA-00. Угол стреловидности киля по линии фокусов — 41°, по передней кромке 45°. Угол стреловидности стабилизатора по линии фокусов — 30°, по передней кромке — 33°. Киль и стабилизатор крепятся к фюзеляжу каждый на 4-х болтах. Руль поворота и рули высоты выполнены с аэродинамической компенсацией. На задних кромках рулей установлены триммеры. Стреловидное оперение обеспечивает высокое значение Мкр, и, соответственно, при возникновении волнового кризиса на прямом крыле, на оперении нет существенных изменений обтекания и самолёт остаётся устойчивым и управляемым.
Управление триммером руля направления и элеронов — электрическое, триммера РВ — механическая тросовая проводка и шестерёнчатые механизмы.

### Силовая установка
Двигатели ВК-1 (ВК-1А) — турбореактивные, с одноступенчатым центробежным компрессором, одноступенчатой осевой газовой турбиной, нерегулируемым выхлопным соплом. Камеры сгорания индивидуальные, прямоточные, количеством 9 шт.
Двигатели установлены в гондолах под крылом и закрыты легкосъёмными капотами. Управление двигателями — с помощью тросовой проводки. Для запуска двигателей на борту установлена электрическая система ПС-2-48 (или ПС-48).
Первоначально на самолете Ил-28 не было никакой автоматики запуска двигателей и процесс запуска зависел от конкретного экземпляра двигателя (настройки его топливной аппаратуры) и личных способностей человека. Затем запуск двигателей стал полностью автоматизирован и не сложен, применялся программно-временной автомат АВП-3А. Зажигание топлива происходит в двух запальных устройствах (пусковые форсунки) искровыми свечами СД-55. Раскрутка двигателя при запуске от электростартёра СТ-2-48, смонтированного на коробке приводов с левой стороны двигателя. При запуске происходит переключение сети и на стартеры подаётся напряжение 48 вольт. В качестве источника электроэнергии могут использоваться бортовые аккумуляторные батареи либо аэродромный источник питания в режиме 24/48. От момента нажатия на кнопку «Пуск», до автоматического выхода турбины на устойчивые обороты холостого хода 2400—2600 об/мин проходит 40 сек.
Маслосистема каждого двигателя — замкнутого типа под давлением, физически разделена на систему смазки двигателя и систему смазки коробки самолётных агрегатов (КСА). Применялось трансформаторное масло с добавкой 0,05-0.1 % стеариновой кислоты. Заправочная ёмкость маслосистемы двигателя — 6 литров, заправочная емкость КСА — 1,2 литра.
Некоторые ТТХ и ограничения двигателя ВК-1:
- эквивалентная мощность, развиваемая турбиной — 13550 л. с.
- тяга на взлётном режиме при n=11560 об/мин — 2700 кг
- тяга на номинальном режиме при n=11200 об/мин — 2400 кг
- тяга на крейсерском режиме при n=10870 об/мин — 2160 кг
- тяга на режиме малого газа при n=2500 об/мин — 75 кг
- время непрерывной работы двигателя на взлётном режиме — не более 5 минут
- время непрерывной работы двигателя на номинальном режиме — не более 60 минут
- время непрерывной работы двигателя на крейсерском режиме — не ограничено
- время непрерывной работы двигателя на режиме малого газа — 10 минут
- расход воздуха через двигатель при работе на земле при неподвижном самолёте при n=11560 об/мин — 48,2 кг/сек
- степень сжатия воздуха — 4,2
- удельный расход топлива на взлётном режиме, кг/ч на кг тяги — 1,07
- топливо — авиационный керосин марки Т-1 с добавкой 1 % масла МС-20 или МК-22
- моторное масло — трансформаторное масло по ГОСТ 982-43 с добавкой 0,05-0,1 % стеариновой кислоты
- расход масла — не более 0,7 литра на 1 час полёта
- габариты двигателя: диаметр — 1270 мм, длина — 2640 мм, максимальная высота — 1286 мм
- сухой вес двигателя — 870 кг

Стартовые ускорители. На с-т Ил-28 можно для сокращения дистанции взлёта подвесить два пороховых ускорителя типа ПСР-1500-15, которые после отработки сбрасываются.

### Самолётные системы
Топливная система самолёта Ил-28 состоит из фюзеляжных мягких протектированных резиновых баков (передние и задние баки, № 1-5) общей ёмкостью 7908 литров, что составляет 6600 кг при плотности топлива 0,85 — это максимальная заправка в перегоночном варианте. Нормальная заправка самолёта — 5500 кг.
На некоторых модификациях топливная система изменена. Так, на разведчике, топливная система состояла из передней группы баков № 1-2 на 3800 литров (бака № 3 нет) и задней группы баков № 4-5 на 3100 литров, дополнительного бака из АМцМ в грузовом отсеке на 750 литров и консольных баков на законцовках крыла (2 по 950 литров). Дополнительный бак в бомбовом отсеке взят без существенных изменений от самолётов типа Ил-2 (Ил-10). Консольные баки веретенообразной формы, сварены из материала АМцМ. Эти баки подвешиваются на держатели Д4-49 и после выработки топлива могут быть сброшены лётчиком.
На Ил-28 весь расход топлива управляется вручную лётчиком путем включения перекачивающих насосов в заданном порядке.
Противопожарная защита на Ил-28 состояла из системы защиты двигателей от пожара, системы заполнения топливных баков нейтральным газом и системы защиты отсеков топливных баков от пожара. В качестве огнегасящего состава во всех случаях применялась жидкая углекислота, заряженная в 4-е 8-литровых баллона ОСУ-8 (два баллона на двигатели, один внутрь баков и один в баковые отсеки).
Противообледенители. На самолёте была смонтирована воздушно-тепловая противообледенительная система. Горячий воздух от компрессоров двигателей направлялся в воздушные каналы, расположенные по передней кромке крыла, стабилизатора и киля. Система обеспечивала защиту от обледенения в случае отказа одного из двигателей.
Шасси на самолёте трёхопорное, с передней стойкой. Все стойки с воздушно-масляной амортизацией. Гидравлическая жидкость амортизаторов — спиртоглицериновая смесь Ил-660. Передняя нога убирается назад в фюзеляж, основные стойки — вперёд, в мотогондолы, с поворотом колеса вокруг оси стойки на 90°. Управление уборкой-выпуском шасси — от воздушной системы, позже заменённое на гидравлику. На главных стойках установлено по одному тормозному колесу, на передней стойке установлена пара колёс меньшего размера.
Гидросистема применяется для привода тормозов колёс на основных стойках и привода закрылков. На более поздних модификациях самолёта было введено гидравлическое управление входным люком кормовой кабины, уборкой и выпуском шасси, управление створками фотолюка, установлены гидравлические механизмы раскрутки колёс шасси перед посадкой (очень редкая функция в авиации). Гидронасос сначала был установлен только на левом двигателе, затем поставили два гидронасоса НШ-11 на правый и левый двигатель. В качестве рабочей жидкости гидросистемы первоначально использовалось минеральное приборное масло МВП, в количестве около 45 литров, затем гидросмесь ГМЦ-2 в количестве 54 литра. Рабочее давление в системе 110 кг/см².
Воздушная система использовалась для уборки-выпуска шасси, перезарядки пушек, герметизации входных люков, открытия-закрытия створок бомбового отсека и закрытия люка стрелка. Источник сжатого воздуха — два поршневых компрессора АК-50 на двигателях и четыре баллона на борту. Перед полётом баллоны заряжаются от аэродромной установки сжатым воздухом до давления 100 кг/см² (ряд модификаций с-та получил доработанную воздушную систему с давлением зарядки 150 кг/см² и компрессоры типа АК-150). В случае отказа гидросистемы от пневмосистемы можно выпустить закрылки и использовать аварийное торможение колёс.
Управление самолётом безбустерное, механическим усилием лётчика. Проводка руля высоты и триммера руля высоты тросовая. Проводка элеронов смешанная, тросами и тягами (внутри крыла). Управление триммером руля поворота и триммером элерона — электромеханическое. Управление закрылками — гидравлическое. Для автоматизации процесса управления и разгрузки лётчика на самолёте был установлен автопилот АП-5.
Высотное оборудование предназначено для поддержания нормальных условий в обеих кабинах экипажа. По современной терминологии на борту использовалась система кондиционирования с отбором воздуха от двигателей. Наддув кабин начинал осуществляться, начиная с высоты полёта 1,75 км, и постепенно рос до значения 0,4 кг/см² на высоте 9,5 км.

### Оборудование
Электрооборудование. Сеть постоянного тока, однопроводная, с минусом на массе. В качестве источников электроэнергии на самолёте были установлены два стартёр-генератора постоянного тока ГСР-9000 на двигателях и две свинцовые аккумуляторные батареи 12-А-30, установленные в фюзеляже. Напряжение на генераторах 28,5 вольт, бортовые батареи на 24 вольта. Электропроводка изготовлена из проводов марки БПВЛ сечением от 0,88 до 70 мм2.
Для питания высоким напряжением разнообразного лампового оборудования на самолёте были установлены умформеры (электромашинные преобразователи тока): МА-100, МА-250, МА-500, МА-750, МА-1500.
Радиооборудование самолёта состояло из: командной УКВ-АМ радиостанции РСИУ-3(М), связной СВ-КВ радиостанции РСБ-5, радиокомпаса АРК-5, радиовысотомеров малых высот РВ-2 и больших высот РВ-10, радиолокационного панорамного прицела ПСБН-М, устройства слепой посадки «Материк», радиозапросчика системы госопознавания СРЗ «Магний» и радиоответчика СРО «Барий».
Средства РЭБ. На некоторые модификации самолёта ставился автомат сброса отражателей (контейнер, снаряженный дипольными отражателями) типа АСО-28 и аппаратура электронных помех «Натрий».
Приборное оборудование самолёта — гирополукомпас ГПК-46, авиагоризонт АГК-47Б, гиромагнитный компас ДГМК-3 (ДГМК-4), навигационный визир АБ-52, магнитный компас КИ-11, указатель поворота УП-2, часы АВР-М и АЧХО, высотомер ВД-17, указатель скорости КУС-1200, указатель числа М — МА-0,95, вариометр ВАР-30-3, акселерометр А-8, термометр электрический ТУЭ-48, термометр электрический воздушный ТВ-45.
Гироскопические приборы ГПК-46 и УП-2 работали от вакуум-насоса агрегат 612, установленного на правом двигателе.
Автопилот. На самолёте Ил-28 применялся электрический автопилот АП-5, связанный с бомбардировочным прицелом (впервые в отечественной практике). В качестве исполнительных элементов автопилота применялись три электрические рулевые машинки. Автопилот стабилизировал самолёт в пространстве при прямолинейном полёте, наборе высоты или снижении, а также позволял выполнять координированные развороты от лётчика или от штурмана. В качестве датчиков пространственного положения самолёта применялись два гироскопа (т. н. продольно-поперечный стабилизатор и курсовой стабилизатор). Электронная схема автопилота была собрана на лампах.
Кислородное оборудование. На борту самолёта имелось индивидуальное кислородное оборудование для каждого члена экипажа в виде кислородного прибора КП-14 (КП-18), кислородной маски КМ-14, кислородного редуктора КР-14, кислородного индикатора КИ-14, манометров, индикаторов, вентилей и т. п. Запас газообразного кислорода на борту хранился в 21-м кислородном баллоне.
Средства фоторазведки. На самолёт устанавливалось фотооборудование: могли применяться аэрофотоаппараты АФА-33/100, АФА-33/20, АФА-33/75, а также ночные НАФА-3с/50 или НАФА-3с/25, которые были синхронизированы с фотографическими бомбами ФОТАБ-50-35/100-60 и осветительными САБ-100-55/1000-35. Информация с экрана РЛС ПСБН фиксировалась фотоприставкой ФРЛ-1М. В дальнейшем РЛС ПБСН была заменена на РЛС «Курс» (Постановление Правительства СССР от 12 декабря 1953 года).
На самолёт фронтовой разведки Ил-28Р для выполнения плановой, маршрутной или перспективной фотосъёмки днем одновременно устанавливались четыре фотоаппарата АФА-33 с различными фокусными расстояниями (100, 75, 50 и 20 см). Для ночного фотографирования одновременно устанавливаются два НАФА-3с или один НАФА-МК в четырёх вариантах:
- два НАФА-3с и 12 фотобомб ФОТАБ-50-35 или САБ-100-75
- два НАФА-3с, 6 фотобомб и дополнительный топливный бак
- один НАФА-МК и 12 фотобомб
- один НАФА-МК, 6 фотобомб и дополнительный топливный бак

При фотосъёмке на АФА-33/20 с высоты 13 км ширина захвата составляет 10 км вправо и 10 км влево от оси движения с-та.

### Вооружение
Бомбовое вооружение самолёта — нормально одна тонна, максимально три тонны внутри грузоотсека: 12 бомб калибром 50 или 100 кг, или 8 бомб типа ФАБ-250М46, или четыре ФАБ-500М46, или одна ФАБ-1500М46, или одна ФАБ-3000М46. Бомбодержатели — четыре кассетных держателя КД-3 или балочный держатель БД-4. Бомбометание производил штурман с помощью оптического прицела ОПБ-5 (ОПБ-6СР). Прицел имел связь с автопилотом и позволял штурману при прицеливании управлять самолётом в боковой плоскости. На торпедоносец Ил-28Т можно было подвесить одну реактивную торпеду РАТ-52 в грузоотсек или мины — АМД-500, АМД-1000, «Лира», «Десна» и др. В дальнейшем на торпедоносец смонтировали внешнюю подвеску для двух торпед. Для торпедометания использовался прицел ПТН-45, для установки которого пришлось изменить остекление кабины штурмана. На разведчик вешалось до 12 осветительных бомб на кассетные держатели КД-2, при этом прицел в кабине штурмана менялся на НКПБ-7.
Стрелковое вооружение включало две неподвижные пушки НР-23 в носовой части фюзеляжа (на торпедоносцах и разведчиках стояла одна носовая пушка) и две пушки в кормовой дистанционной установке Ил-К6 (Ил-К8) с гидравлическим приводом. Боекомплект к кормовой установке — 450 снарядов, в двух патронных ящиках (по 225). Боекомплект на одну носовую пушку — 100 снарядов. Стрельбу с неподвижных носовых пушек вел лётчик, прицеливаясь доворотом самолёта, для прицеливания справа на фонаре установлен прицел ПКИ-1. На каркасе фонаря для контроля стрельбы установлен фотопулемёт С-13.
Кормовая установка — шаровая, подвижная в двух плоскостях. Углы обстрела: по вертикали — вверх 60°, вниз 40°; по горизонтали — 70° вправо-влево. Привод установки гидравлический, по вертикали — силовой цилиндр, по горизонту — квадрант. Давление создаёт агрегат качающихся помп АКП-4, состоящих из двух независимых контуров горизонтальной и вертикальной наводки. Для прицеливания в кабине стрелка-радиста установлена прицельная станция с прицелом АСП-3П. Для учебных целей на кожухах стволов пушек (снаружи) монтируется фотопулемёт С-13.
Перезарядка всех установленных на самолёте пушек пневматическая. Для каждой пушки имеется автомат перезарядки АП-5, который при задержке в стрельбе сам перезаряжает пушку до 4 раз непрерывно.
Сигнальные ракеты — три унифицированных кассеты ЭКСР-46, всего на 12 светосигнальных ракет. Для освещения местности при вынужденной посадке применялись парашютные ракеты ПАР-8.

### Морское спасательное оборудование
Некоторая часть самолётов (фоторазведчики и др.) получила надувную спасательную лодку ЛАС-3М. Контейнер лодки находился на верхней части фюзеляжа в районе шпангоутов 19-21, взамен демонтированного третьего топливного бака. Крышку контейнера лодки можно было открыть с рабочего места лётчика или с места стрелка-радиста, а также непосредственно ручкой на крышке контейнера. В укладку лодки входили продукты питания на трёх человек, пресная вода, аптечка (для людей), техническая аптечка (для ремонта лодки), компас, сигнальный пистолет с ракетами, два складных весла. Лодка надувается автоматически от баллона с углекислотой или можно её накачать вручную насосом.

## Эксплуатация

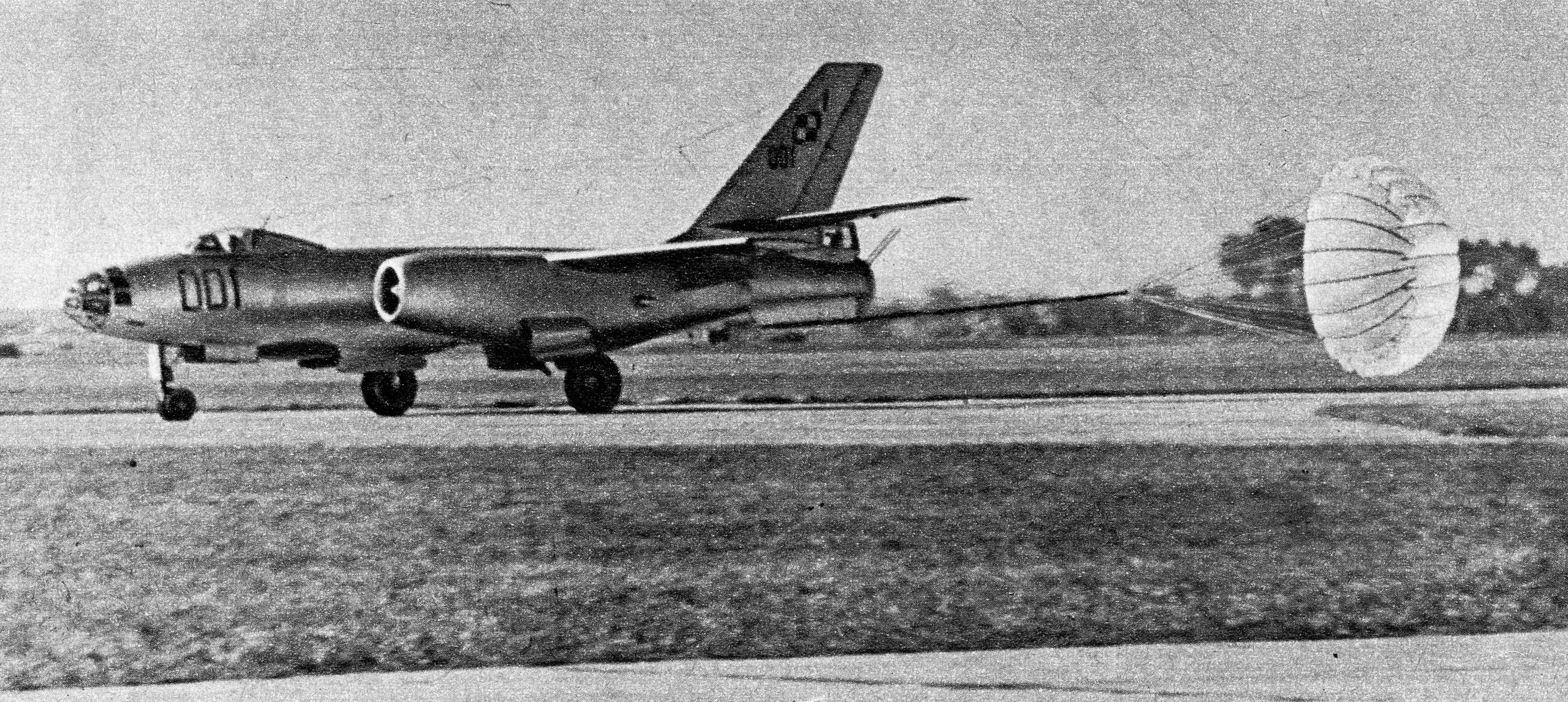
Ил-28 ВВС Польской Народной Республики после приземления с использованием тормозного парашюта. 1959 год

Самолёт оказался технически надёжным и приятным в управлении, и при этом достаточно манёвренным и прощающим «хулиганство». Помимо эксплуатации в ВС СССР, самолёт поставлялся в Китай, где в дальнейшем было освоено его производство на авиазаводе в Харбине. Китайская копия получила обозначение Н-5 (шесть китайских машин купила Румыния). В Финляндии летали четыре самолёта Ил-28 — буксировщиков мишеней.
В 1955 году 30 самолётов получил Египет. Также машина эксплуатировалась в Алжире, Болгарии, Чехословакии, ГДР, Вьетнаме, Северной Корее, Йемене, Марокко, Кубе, Сомали, Сирии, Нигерии, Индонезии. В Афганистане вполне успешно воевали афганские экипажи 335-го смешанного авиаполка, и самолёт проявил себя достаточно хорошо в условиях гористой местности.
В СССР Ил-28 довольно быстро, уже к концу 1950-х годов начал сниматься с эксплуатации и заменяться на Як-28, в ряде полков — на Ту-16. Некоторая часть самолётов была передана в лётные училища, в качестве учебных машин, и получила самые лестные отзывы. Лишь очень небольшая часть парка была переоборудована в буксировщики мишеней и прослужила до начала 1980-х годов. Также часть самолётов была переоборудована в радиоуправляемые летающие мишени Ил-28М, которые использовались при практических стрельбах ракетчиков ПВО.
Ил-28 использовался и в гражданских целях - для переподготовки пилотов гражданской авиации с поршневой на реактивную технику (на Ту-104). Для этого некоторое количество Ил-28 были демилитаризованы и окрашены под стандарт «Аэрофлота», и использовались для перевозки почты и матриц печати из Москвы. Летом 1979 года такой самолёт можно было регулярно видеть стоящим на перроне в аэропорту Толмачёво (г. Новосибирск). Почтовые самолёты по документации проходили как Ил-20.
КНДР является единственной страной, ВВС которой продолжают использовать самолёт H-5, который является нелицензионной копией Ил-28.

## Модификации

### СССР
| Название модели             | Краткие характеристики, отличия. |
| --------------------------- | --- |
| Ил-28                       | Тактический бомбардировщик. |
| Ил-28А                      | Бомбардировщик-носитель тактической ядерной бомбы РДС-4 «Татьяна» мощностью 30 кт. |
| Ил-28ЗА                     | Зондировщик атмосферы. |
| Ил-28ЛЛ                     | Летающая лаборатория для доводки РЛС «Сокол». |
| Ил-28М                      | Радиоуправляемый беспилотный самолёт-мишень. Использовался на полигонах для тренировки ракетчиков ПВО. |
| Ил-28П (Ил-20)              | Конверсия в почтовый самолёт. Широко использовался для переучивания (перехода) на реактивную технику в ГВФ. |
| Ил-28ПЛ                     | Противолодочный самолёт. |
| Ил-28Р                      | Фронтовой фоторазведчик с двумя вариантами фотооборудования день-ночь. |
| Ил-28РТР                    | Самолёт радиотехнической разведки. |
| Ил-28РЭБ                    | Самолёт радиоэлектронной борьбы. |
| Ил-28С                      | Опытный, с двигателями ВК-5 и стреловидным крылом. |
| Ил-28Т                      | Торпедоносец. В связи со снятием типа с вооружения модификация доведена не была, на вооружение не принималась. |
| Ил-28У                      | Учебно-тренировочный бомбардировщик. |
| Ил-28Ш                      | Опытный штурмовик. |
| Ил-28 на гусеничном шасси   | Экспериментальный самолёт для исследования расширения эксплуатационных возможностей. |
| Ил-28 — буксировщик мишеней | Демонтирована кормовая стрелковая установка, вместо неё установлена тросовая лебёдка с выпускаемым конусом-мишенью на 2800 метров. Вместо бомб возил сбрасываемые свободнопадающие мишени. |
| Ил-28 (БПЛА)                | В 1956 г. советское правительство обязало ОКБ-240 разместить на радиоуправляемой мишени Ил-28М средства воздушной разведки и дополнительную аппаратуру, необходимую в автономном полёте при разведке фронтовой полосы и объектов оперативного тыла противника. Однако в 1958 году эта тема была закрыта, и завершить работу по созданию на базе Ил-28 разведывательного БПЛА не удалось. |

### Китай
| Название модели | Краткие характеристики, отличия.                                |
| --------------- | --------------------------------------------------------------- |
| H-5             | Нелицензионная копия Ил-28.                                     |
| H-5A            | Бомбардировщик модифицированный для применения ядерного оружия. |
| HD-5            | Самолёт радиоэлектронной борьбы.                                |
| HZ-5            | Фронтовой разведчик.                                            |
| HJ-5            | Нелицензионная копия Ил-28У.                                    |
| B-5             | Экспортное обозначение H-5                                      |

### Чехословакия
В Чехословакии Ил-28 строился по лицензии компанией «Авиа». Всего было построено более двухсот самолётов.
| Название модели | Краткие характеристики, отличия. |
| --------------- | -------------------------------- |
| B-228           | Копия Ил-28.                     |
| CB-228          | Копия Ил-28У.                    |

## Тактико-технические характеристики[7]
Технические характеристики
- Экипаж: 3 человека
- Длина фюзеляжа: 17,65 м
- Мидель фюзеляжа: 1,8 м
- Размах крыла: 21,45 м (22,65 м с подвесными консольными баками)
- Высота стояночная 6,2 м
- Площадь крыла: 60,8 м²
- Масса пустого: 12890 кг
- Масса снаряжённого: 18400 кг[8]
- Нормальный полётный вес (бомбардировщик): 18400 кг
- Нормальный полётный вес (фоторазведчик): 19500 кг
- Вес полной нагрузки[9] самолёта-фоторазведчика[10] при максимальном взлётном весе: 9170 кг
- Вес полной нагрузки[11] самолёта-бомбардировщика при максимальном взлётном весе: 10310 кг
- Максимальная взлётная масса: 23200 кг
- Двигатели: 2 × ТРД ВК-1 (ВК-1А)
- Тяга взлётная:[12] 2 × 26,5 кН (2700 кгс)
- Тяга максимальная на крейсерском режиме: 2 × 2160 кгс
- Тяга на режиме малого газа: 2 × 75 кгс

Лётные характеристики
- Максимальная скорость горизонтального полёта самолёта-бомбардировщика на высоте 4500 м: 902 км/ч
- Максимальная скорость горизонтального полёта самолёта-разведчика на высоте 5000 м, без подвесных баков: 876 км/ч
- Максимальное число Маха, не более: 0,78
- Крейсерская скорость: ~ 670 км/ч
- Максимальная техническая дальность[13] полёта (бомбардировщика): 2455 км
- Практическая дальность полёта по «потолкам» самолёта-разведчика[14]: 2760 км
- Практический потолок с взлётным весом 18400 кг: 12500 м
- Скороподъёмность: на уровне земли[15] ~ 16,8 м/с
- Длина разбега с мин. взлётным весом[16]: 980 м
- Длина разбега с макс. взлётным весом[17]: 1970 м
- Длина пробега[18] 850—1350 м
- Скорость отрыва[19]: 225—252 км/ч
- Посадочная скорость[20]: 177—223 км/ч
- Нагрузка на крыло: 291 кг/м²
- Тяговооружённость: 0,31

Вооружение
- Пушечное:
  - 1 или 2 × 23 мм пушки НР-23 вдоль бортов внизу носовой части, по 100 снарядов на ствол
  - 2 × 23 мм пушки НР-23 в кормовой оборонительной турели Ил-К6, по 225 снарядов на ствол
- Бомбовая нагрузка: (во внутреннем бомбоотсеке)
  - нормальная: 1000 кг
  - максимальная: 3000 кг

## Сравнение с аналогами
|                                | Ил-28           | Ту-14           | English Electric Canberra         | Martin B-57 Canberra | Sud-Ouest 4050 Vautour IIB |
| ------------------------------ | --------------- | --------------- | --------------------------------- | -------------------- | -------------------------- |
| Внешний вид                    |                 |                 |                                   |                      |                            |
| Год принятия на вооружение     | 1950            | 1951            | 1951                              | 1954                 | 1958                       |
| Годы производства              | 1949—1955       | 1951—1953       | 1950—1962                         | 1953—1957            | 1957—1959                  |
| Выпущено, единиц               | 6316            | 147             | 949                               | 403                  | 149                        |
| Масса пустого, кг              | 12 890          | 14 930          | 9820                              | 12 290               | 10 500                     |
| Экипаж                         | 3               | 3               | 3                                 | 2                    | 2                          |
| Масса боевой нагрузки, кг      | 3000            | 3000            | 2700                              | 4500                 | 4000                       |
| Встроенная пушка               | 4 × 23-мм НР-23 | 4 × 23-мм НР-23 | 4 × 20-мм HS.404                  | 4 × 20-мм M39        | 4×30 мм (DEFA)             |
| Макс. взлётная масса, кг       | 23 200          | 25 930          | 24 950                            | 25 790               | 20 800                     |
| Силовая установка              | 2 × ВК-1        | 2 × ВК-1        | 2 × Rolls-Royce Avon R.A.7 Mk.109 | 2 × Wright J65-W-5   | 2 × SNECMA Atar 101ЕЗ      |
| Максимальная тяга, кН          | 2 × 26,5        | 2 × 26,5        | 2 × 32,9                          | 2 × 32,2             | 2 × 34,3                   |
| Макс. скорость, км/ч           | 906             | 845             | 933                               | 935                  | 950                        |
| Практ. дальность (без ПТБ), км | 2370            | 2930            | 5400                              | 4500                 | 5400                       |
| Практический потолок, м        | 12 500          | 11 300          | 14 600                            | 13 745               | 15 000                     |

## Боевое применение

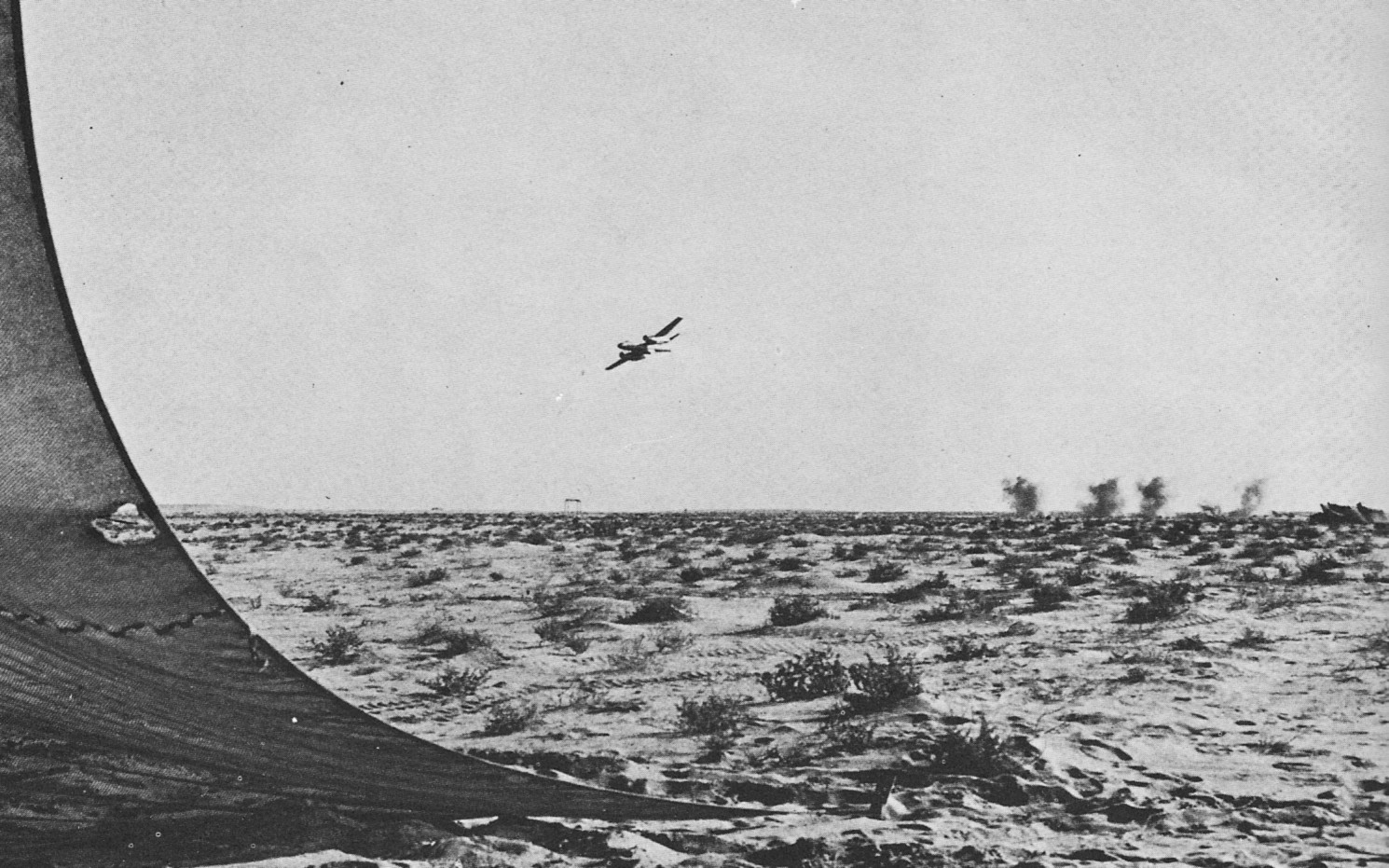
Египетский Ил-28 наносит удар по позициям израильской армии в Синае во время войны на истощение

### Суэцкий кризис
Впервые в бою Ил-28 участвовали в 1956 году во время тройственной агрессии против Египта. На начало вторжения у Египта было 35 самолётов Ил-28. Наибольшее число бомбардировщиков находилось на авиабазе в Луксоре — 20 единиц.
Египетские Ил-28 нанесли несколько ударов по войскам противника на Синае. 31 октября были нанесены авиаудары Ил-28 по киббуц Гезер в центре страны и авиабазе Лод. Бомбардировщики сбросили бомбы на холмы вдалеке от городов и деревень, не причинив никакого вреда. На аэродроме в Луксоре по западным данным, французская авиация уничтожила на земле все 20 Ил-28, египтянами подтверждены были только 6 потерь Ил-28 в этом налёте, хотя лишь один «двадцатьвосьмой» (египетский пилот Осам Мухаммед Сидки) успел подняться в воздух и улететь прямо во время французского налёта, а остальные 19 были уничтожены или выведены из строя.

### Китайско-тайваньский конфликт
Активно использовались Китаем для проведения разведки и нанесения ударов по территории Тайваня.

### Арабо-израильский конфликт
В декабре 1958 года египетские Ил-28 совершили несколько разведывательных вылетов к израильскому порту Эйлат.

### Война в Йемене (1962—1970)
В 1960-х годах году египетские Ил-28 участвовали в гражданской войне в Северном Йемене, нанося удары по монархистам и Саудовской Аравии. Всего Египет для защиты республиканцев отправил 30 бомбардировщиков Ил-28 в составе двух эскадрилий.
В июне 1966 года одиночный Ил-28 в сопровождении нескольких МиГ-17 ВВС ОАР разбомбил саудовскую авиабазу Хамис-Рашай. В октябре 1966 года египетские самолёты снова атаковали территорию Саудовской Аравии, разбомбив базы роялистов в Джизане, Найрабе и саудовскую базу Хамис-Рашай. В январе 1967 года Ил-28 в очередной раз нанесли удары по территории Саудовской Аравии. За первую половину 1967 года, свыше десятка авиаударов египетские «илы» нанесли по базам на севере самого Йемена, убив в этих атаках более 900 солдат. Налёты совершались большими группами числом до эскадрильи. Два Ил-28 были сбиты саудовскими истребителями Hawker Hunter.
17 июня 1967 года при взлёте с аэродрома Ходайда разбился египетский Ил-28.
Собственные Ил-28 Йемен получил в ноябре 1967 года, это были 2 самолёта, специально оставленных египтянами, и несколько советских Ил-28, перегнанных через Судан на аэродром Ходайда. Из них была сформирована 112-я бомбардировочная эскадрилья. Ими были уничтожены несколько пропагандистских радиовышек роялистов. В начале 1968 года Ил-28 разбомбили скопление роялистов на горе Аабан, где было убито и ранено больше 100 солдат. Бомбардировка велась ночью, и сначала Ил-28 подсветили цель осветительными авиабомбами, после чего был нанесён бомбовый удар. В результате было сорвано наступление роялистов на столицу.

### Гражданская война в Нигерии
Применялись ВВС Нигерии в ходе гражданской войны в 1969—1970-х годах. В частности, ими был разбомблён аэродром Ули, единственный в Биафре, который мог принимать тяжёлые самолёты. Нигерийцам были поставлены шесть Ил-28 которые пилотировали египетские и чехословацкие лётчики. Самолёты использовались для ковровых бомбардировок как гражданских, так и военных объектов на территории Биафры. После того, как жертвы мирного населения превысили 2000 человек, налёты были прекращены.

### Шестидневная война
В ходе Шестидневной войны 1967 года большая часть арабских Ил-28 (27 египетских и 2 сирийских) была уничтожена внезапным ударом израильской авиации на аэродромах. Несмотря на потери на аэродромах, египетские Ил-28 стали взлетать и нанесли несколько десятков авиаударов по израильским войскам в Синае.
- В ходе войны израильтянам удалось сбить один Ил-28. 8 июня 1967 года после осуществления бомбежки по израильской колонне на Синае, группа самолётов была атакована израильскими перехватчиками, в результате чего один Ил-28 был сбит, командир майор Ханафи Махджуб и другие члены экипажа погибли[36].

### Война на истощение
Египетские Ил-28 активно использовались во время войны на Истощение в 1969—1970-х годах.
Разведчики Ил-28 использовались для вскрытия мест расположения израильских ЗРК HAWK. Египетские самолёты провоцировали израильтян на запуски ракет ЗРК, после чего совершали уклонительные манёвры.. В качестве бомбардировщиков египетские Ил-28 в ночь с 22 на 23 января 1970 года нанесли первый удар по Эль-Аришу, в результате которого было разрушено несколько зданий. В этот же день египетские «илы» разбомбили израильских десантников, вторгшихся на остров Шеодан.
Потери египтян в ходе этого конфликта составили 3 единицы, погибло 8 членов экипажа. Ещё 1 самолёт был потерян в учебном полёте (сбит советскими зенитчиками). Боевые потери в ходе войны:
- 25 апреля 1970 года израильскими перехватчиками был сбит Ил-28, осуществивший ночное бомбометание в 30 км восточнее Эль-Ариш, весь экипаж, командир майор Мохамед Абд эль-Джавад Али, штурман и стрелок погибли.
- 25 апреля 1970 года израильскими перехватчиками был сбит Ил-28, осуществивший ночное бомбометание в 30 км восточнее Эль-Ариш, командир капитан Анис Хадер выжил и был спасён, штурман и стрелок погибли.
- 25 октября 1970 года израильским ЗРК HAWK был сбит Ил-28Р, выполнявший разведку в районе Большого Горького озера, весь экипаж, командир капитан Аль-Саед Махмуд Мохамед Хашиш, штурман и стрелок погибли.

### Война во Вьетнаме
В мае 1965 года ВВС Вьетнама получили из СССР 8 Ил-28 — 4 бомбардировщика: № 2082, № 2084, № 2086, № 2088, 3 разведчика № 2182, № 2184 и № 2186 и 1 учебный № 2180. Они вошли в состав отдельной бомбардировочной эскадрильи T-16.
Боевых потерь северовьетнамские Ил-28 в ходе войны не имели. Произошла лишь одна потеря в тренировочном вылете:
30 мая 1970 года на полигоне Хаолак разбился Ил-28 эскадрильи T-16. При маловысотном бомбометании самолёт поразили осколки своих бомб. Погиб весь экипаж, командир Нгуен Донг Триет и два члена экипажа. В декабре 1972 года как минимум один Ил-28 был уничтожен на земле авиацией США.
В ходе войны Ил-28 совершили только один боевой групповой вылет. Целью атаки была база королевских войск Лаоса и США Бум Лонг (Bouam Long Camp LS-32), операция получила кодовое обозначение «1-0-2». База была труднодоступной для наземных средств и находилась на высоте 1800 метров, на её территории находилась взлётная полоса для самолётов. В 5 часов дня 9 октября 1972 года пара Ил-28 (№ 2088 командир Тан Суан Хань и № 2184 командир Буй Тронг Хоан), вылетела из аэродрома Нойбай, прикрытие осуществляла эскадрилья истребителей МиГ-21. Вооружение первого включало 8 бомб ОФАБ-250-270, второго 8 250-кг кассетных бомб, в турелях каждого из «илов» было заряжено 650 23-мм снарядов. На казармы, склады и взлётную полосу были сброшены все 16 бомб, а также выпущено около 900 23-мм снарядов. В результате атаки взлётная полоса стала неполётпригодной, сгорел склад горючего, склад боеприпасов сдетонировал, около 80 строений были полностью разрушены либо получили повреждения. По другим данным, ущерб был незначительным, но погибла дюжина гражданских лиц. При возвращении «илы» попытались подловить южновьетнамские истребители F-5A, однако появление истребителей МиГ-21 вынудило южновьетнамцев прекратить перехват и отступить. Оба Ил-28 успешно вернулись на аэродром в Ной Бай

### Кампучийско-вьетнамский конфликт
В ходе боевых действий на территории Кампучии в конце 1970-х годов Китай передал полпотовцам несколько Ил-28. При захвате авиабазы Почентонг 7 января 1979 года два Ил-28 стали трофеями вьетнамских войск, помогавших повстанцам.

### Война Судного дня
Последний раз египетские Ил-28 участвовали в бою во время войны Судного дня. На начало войны у Египта в составе 77-й эскадрильи насчитывалось 12 самолётов данного типа.
В ходе войны Ил-28 совершили только один боевой групповой вылет. 6 октября четвёрка Ил-28 разбомбила опорный пункт израильтян «Будапешт». На опорный пункт были сброшены две тяжёлых бомбы ФАБ-3000 и восемь бомб ФАБ-500. В результате удара Ил-28 были уничтожены два израильских 155-мм орудия М-50, произошло обрушение огневых позиций и нанесены потери живой силе противника. Потерь египетские «Илы» не понесли. При наземном наступлении «Будапешт» египтянам так и не получилось захватить.
В дальнейшем в ходе войны Ил-28 совершали полёты с целях ПСО.

### Ирако-курдский конфликт
В 1962 иракский Ил-28 залетел в воздушное пространство Турции и был сбит турецким истребителем F-84F.

### Война в Афганистане
Использовались ВВС Демократической Республики Афганистан в ходе Афганской войны. Моджахедам не удалось сбить ни одного Ил-28. Все афганские Ил-28 были уничтожены в 1985 году в результате диверсии на авиабазе ВВС ДРА (Шинданд), было взорвано 11 самолётов, огонь перекинулся на остальные машины, и полк Ил-28 фактически прекратил своё существование.

## Бывшие операторы

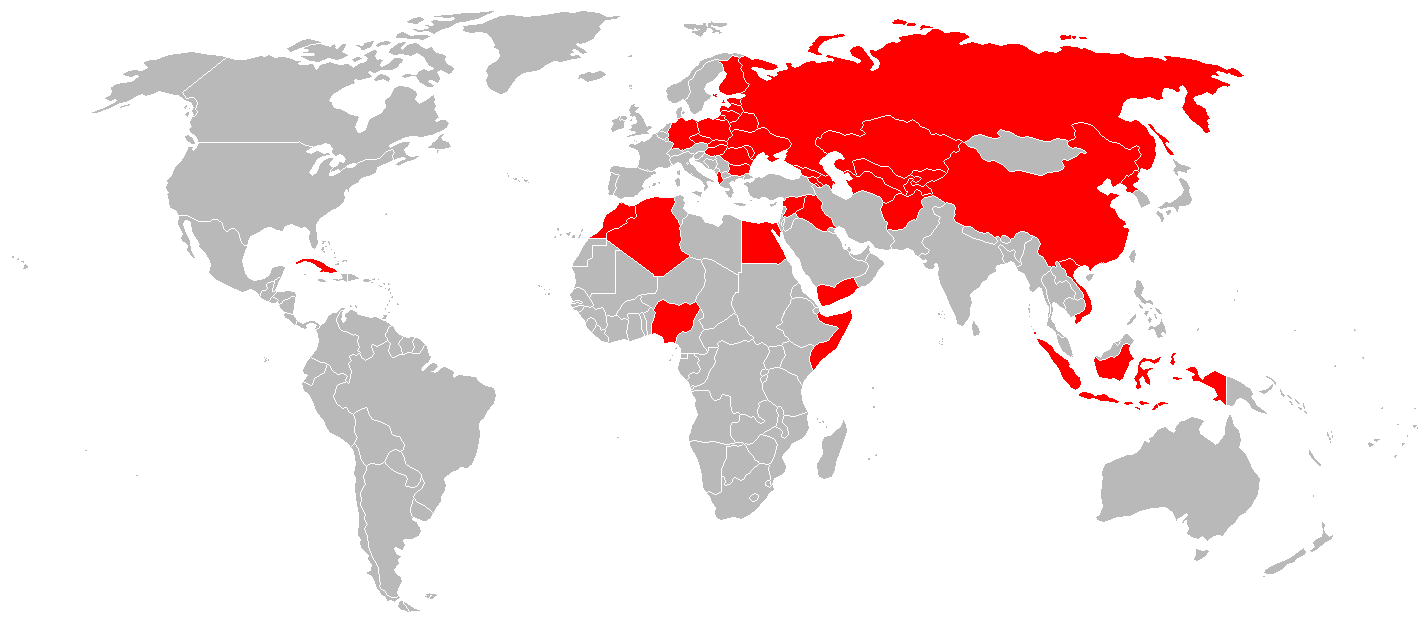
Страны-эксплуатанты Ил-28

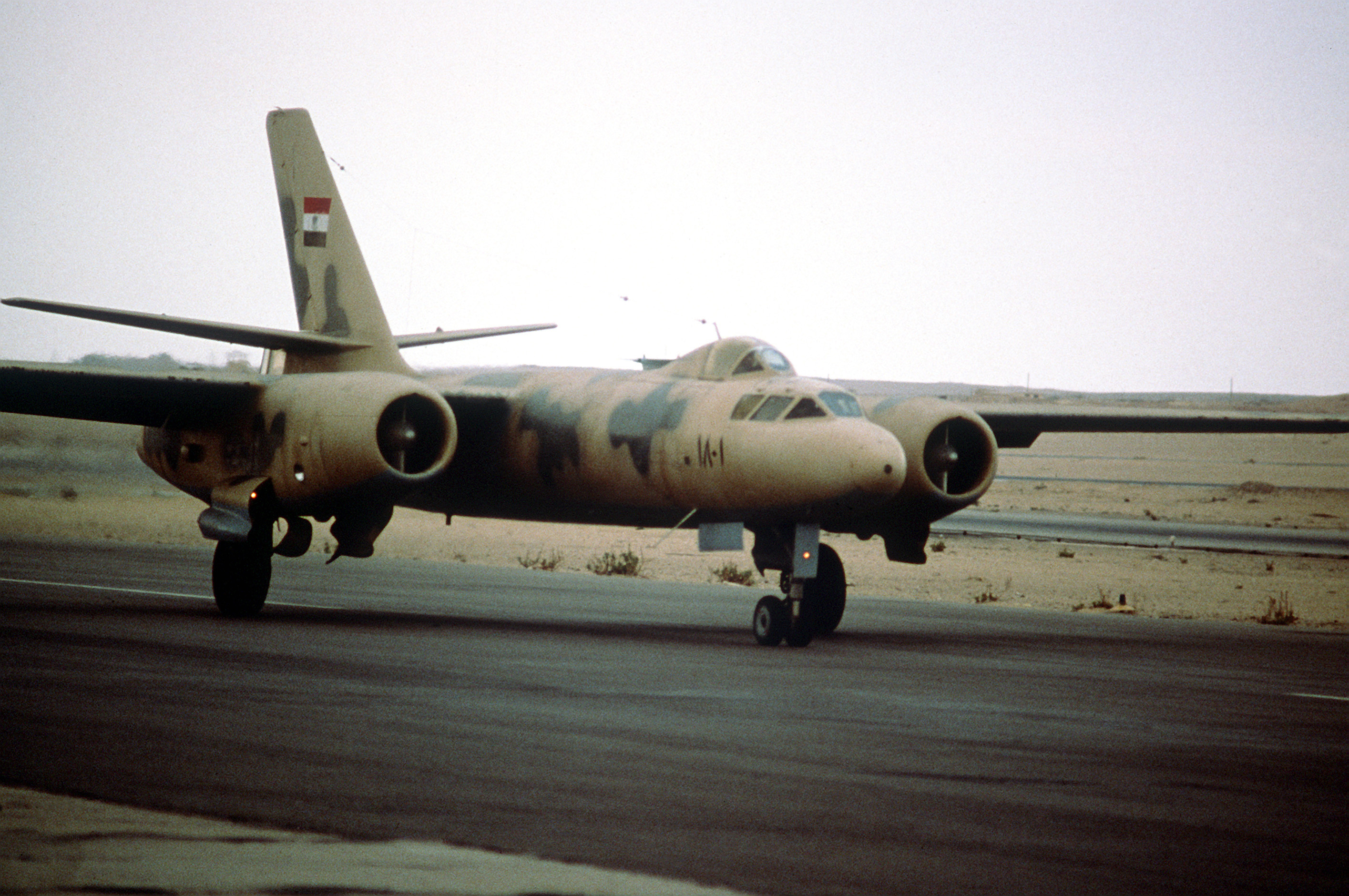
Ил-28У ВВС Египта, 1981 год

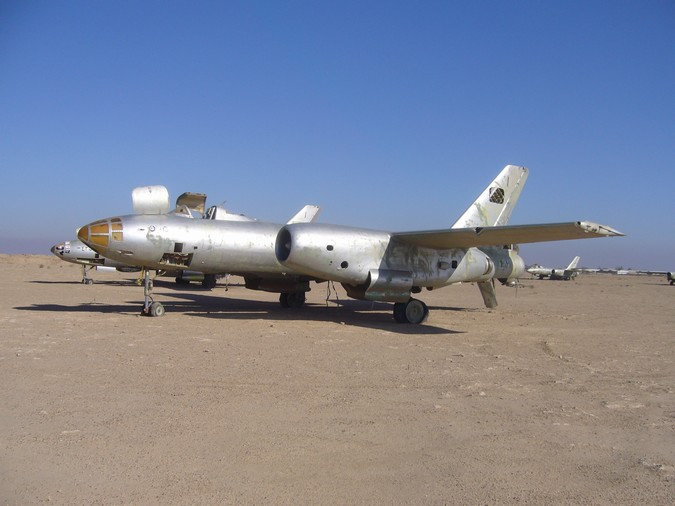
Ил-28, ранее состоявший на вооружении ВВС Ирака, 2007 год

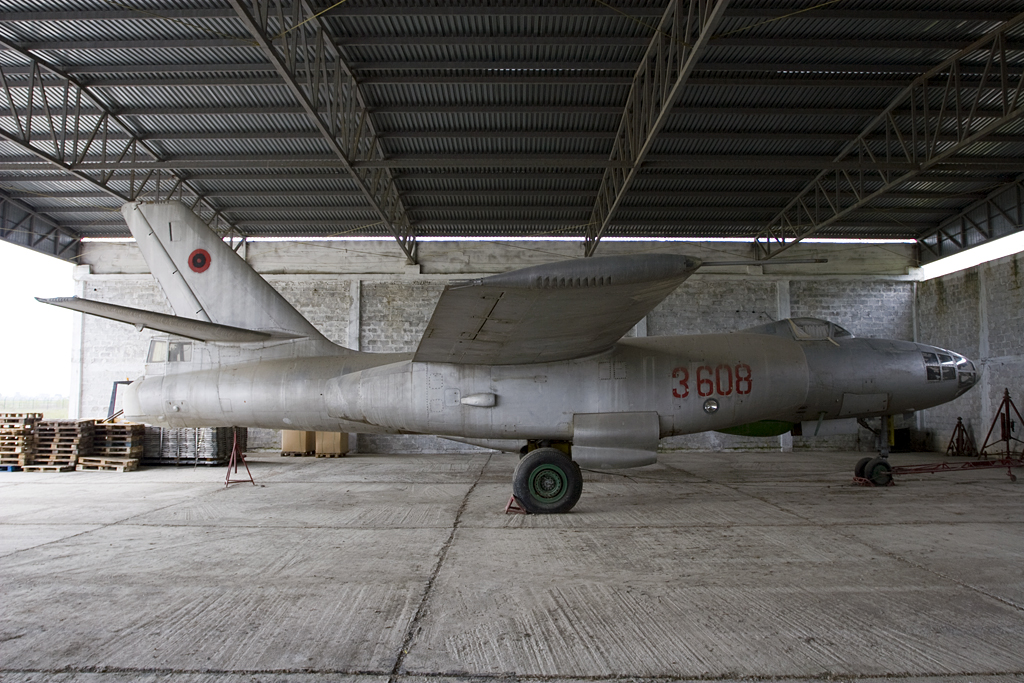
Harbin H-5 на хранении на аэродроме в Тиране, 2007 год

- СССР — начиная с 1950 года на вооружении ВВС и авиации ВМФ находилось около 1500 машин. Отлично зарекомендовал себя как учебно-боевой самолёт Тамбовского, Оренбургского лётных училищ, а также Челябинского и Шадринского училищ штурманов.
- Албания — в 1957 году был приобретён один Ил-28, который в 1971 году был обменян в Китае на H-5. Тот, в свою очередь, оставался в строю до 1992 года. Оба самолёта преимущественно использовались в качестве буксировщика мишеней[51].
- Алжир — в 1964 году ВВС Алжира приобрели 12 Ил-28[52].
- Афганистан — на вооружении 335-го смешанного авиаполка находилось до тридцати двух Ил-28, которые базировались в Шинданде. Ил-28 применялись в боевых действиях до января 1985 года, когда во время диверсии моджахедов с помощью подкупленной охраны в аэропорту практически все бомбардировщики были уничтожены[50][52].
- Болгария — с 1955 по 1974 год на вооружении ВВС Болгарии находилось четырнадцать Ил-28Р и один Ил-28У[53].
- Венгрия — ВВС Венгрии имели на вооружении один авиаполк Ил-28 (37 единиц)[54].
- Вьетнам — на вооружение 929-й бомбардировочной эскадрильи в 1966—1968 годах поступили двенадцать Ил-28, два Ил-28Р и два Ил-28У. Кроме этого, при захвате кампучийской авиабазы Почетонг 7 января 1979 года вьетнамцам достались два трофейных H-5[52][54].
- ГДР
- Египет — в общей сложности Египет приобрёл тридцать Ил-28, два Ил-28У и около пятидесяти чехословацких В-228 и CB-228. Первые десять Ил-28 прибыли в Египет в 1955 году, а к началу Шестидневной войны этими бомбардировщиками было укомплектовано четыре бомбардировочных и одна разведывательная эскадрилья. В середине 1970-х Илы были сняты с вооружения[52][54][55].
- Индонезия
- Ирак — 2-я бомбардировочная эскадрилья ВВС Ирака была вооружена бомбардировщиками Ил-28. Последние самолёты этого типа использовались как учебные до конца девяностых[52][55].
- Южный Йемен — в 1962 году ВВС Южного Йемена получили небольшую партию бомбардировщиков Ил-28 из СССР[54].
- Демократическая Кампучия — после прихода Пол Пота к власти ВВС Кампучии получили несколько H-5[52].
- КНДР — в самом конце войны в Корее ВВС КНДР получили Ил-28, а в конце 1960-х H-5 из Китая[52].
- КНР — незадолго до окончания войны в Корее ВВС КНР начали получать бомбардировщики Ил-28, торпедоносцы Ил-28Т, разведчики Ил-28Р и учебные Ил-28У. После разрыва отношений с СССР, используя поставленные Ил-28 и документацию для проведения ремонтных работ, китайские инженеры восстановили технологию производства Ил-28, после чего самолёт запустили в серию. Один Ил-28 Китай обменял у Албании на H-5 собственного производства[52].
- Куба — во время Карибского кризиса в 1962 году на Кубу были отправлены сорок два бомбардировщика Ил-28. Эскадрилья Ил-28А (шесть самолётов) из состава ВВС и торпедоносный авиаполк (тридцать самолётов) из состава ВМФ (5-й флот). Однако после разрешения кризисной ситуации бомбардировщики были возвращены в СССР[56].
- Марокко — четыре Ил-28 были поставлены в 1961 году. Списаны вскоре после разрыва отношений между СССР и Марокко[57].
- Нигерия — в 1969 году Нигерия получила шесть Ил-28[54].
- Польша — с 1952 года ВВС Польши получили восемьдесят боевых Ил-28, а также шестнадцать учебно-тренировочных Ил-28У и несколько Ил-28Р. ВМС Польши получили Ил-28Т и Ил-28Р. Польше несколько Ил-28 своими силами переоборудованы в вариант, схожий с Ил-28РТР, для ведения радиотехнической разведки. Последние польские Ил-28 были сняты с вооружения в 1977 году[52][58].
- Румыния — в 1955 году ВВС Румынии получили бомбардировщики Ил-28 и Ил-28У. Затем они были дополнены китайскими H-5 и HJ-5[52][59]. H-5 и HJ-5 в качестве буксировщика мишеней использовали до 2001 года.
- Сирия — в конце 1950-х ВВС Сирии получили небольшое количество Ил-28[54].
- Сомали — в 1974 году ВВС Сомали получили до десяти Ил-28[60].
- Финляндия — с 1960 года ВВС Финляндии эксплуатировали четыре разведывательных Ил-28Р, после 1966 года их использовали в качестве буксировщиков мишеней[52].
- Чехословакия — первые Ил-28 прибыли в Чехословакию в 1955 году, ВВС Чехословакии получили также учебные и разведывательные самолёты. Кроме этого, Ил-28 строили в ЧССР по лицензии под обозначением B-228. С вооружения бомбардировочных полков Ил-28 сняли в 1966 году. В разведывательных частях и училищах они прослужили до 1973 года[52].

## Сохранившиеся экземпляры
| Фото                      | Тип         | Бортовой номер | Местонахождение                                                               |
| ------------------------- | ----------- | -------------- | ----------------------------------------------------------------------------- |
|                           | Ил-28       | 40             | г. Токмак, Чуйская область, Киргизия                                          |
| Фото                      | Ил-28       | 38             | Рижский музей авиации, Скулте, Латвия                                         |
|                           | Ил-28       | 16             | Центральный музей Вооружённых Сил, Москва                                     |
|                           | Ил-28       | н/д            | Музейный комплекс УГМК, Верхняя Пышма                                         |
| Фото (недоступная ссылка) | Ил-28       |                | Музей Иркутского авиазавода, Иркутск                                          |
| Фото                      | Ил-28       | 07             | Музей военно-воздушных сил Северного флота, пос. Сафоново, Мурманская область |
| Фото                      | Ил-28       | 01             | пос. Катунино, Архангельская область                                          |
| Фото                      | Ил-28       | 01             | Площадь им. Гагарина, Орск                                                    |
|                           | Ил-28Р      | 33             | Головной отраслевой музей истории гражданской авиации, Ульяновск              |
|                           | Ил-28Р      | 01             | Музей техники Вадима Задорожного, Московская область                          |
|                           | Ил-28Р      | 01             | База Дальней авиации ВВС РФ, Тамбов                                           |
|                           | Ил-28       | 04             | Центральный музей Военно-воздушных сил РФ, Монино                             |
|                           | Ил-28       | 08             | г. Петровск, Саратовская обл.                                                 |
|                           | Ил-28У      | б/н            | ул. Ильюшина, Вологда, Вологодская область                                    |
| Фото                      | Ил-28       | 15             | в/ч 95109, Выборг                                                             |
| Фото                      | Ил-28       | 21             | Аллея авиаторов ГЛАУ, Кропивницкий, Украина                                   |
|                           | Ил-28       |                | с. Чайкино, Джанкойский район, Украина                                        |
| Фото                      | Ил-28       | 26             | с. Вольное, Джанкойский район, Украина                                        |
| Фото                      | Ил-28       | 30             | аэродром Балтимор, Воронеж                                                    |
| Фото                      | Ил-28       | 30             | ЧВВАУШ, Челябинск                                                             |
| Фото                      | Ил-28       | 42             | г. Черняховск, Калининградская обл.                                           |
|                           | Ил-28       | 55             | пос. Чкаловск, Калининградская обл.                                           |
| Фото                      | Ил-28       | 01             | аэродром Кречевицы, Новгородская обл.                                         |
|                           | Ил-28У      | 0501           | Прага, Чехия                                                                  |
|                           | Ил-28       | 6926           | Прага, Чехия                                                                  |
| Фото                      | Ил-28Р      | 2404           | Letecke Historicke Spolecnosti, Вишков, Чехия                                 |
|                           | Ил-28       | 4              | Познань, Польша                                                               |
|                           | Ил-28Р      | 72             | Музей польской авиации, Краков-Раковице, Польша                               |
| Фото                      | Ил-28У      | S3             | Музей польской авиации, Краков-Раковице, Польша                               |
| Фото                      | Ил-28       | 10             | Витково, Польша                                                               |
| Фото                      | Ил-28       | 47             | Лодзь, Польша                                                                 |
| Фото                      | Ил-28       | 52             | Колобжег, Польша                                                              |
| Фото                      | Ил-28Р      | 69             | Музей ВМС Польши, Гдыня, Польша                                               |
| Фото (недоступная ссылка) | Ил-28Р      | 65             | Muzeum katyńskie w Warszawie, Варшава, Польша                                 |
|                           | Ил-28Р      | NH-4           | Центральный музей авиации, Финляндия                                          |
|                           | Ил-28Б      | 208            | Музей авиации Бундесвера, Берлин, Германия                                    |
|                           | Ил-28       | 50             | Военный музей, Джонув, Польша                                                 |
|                           | Ил-28       |                | Трёхгорный "г/к Каменный цветок", Россия, Челябинская область.                |
| Фото                      | Ил-28       | 30             | Шагол (аэродром), Челябинск, Россия                                           |
| Фото                      | Ил-28       | 7              | Parco Tematico-Museo della’Aviazione, Римини, Италия                          |
| Фото                      | Ил-28Р      | 43             | Пловдив, Болгария                                                             |
| Фото                      | Ил-28       | 55             | Сольнок, Венгрия                                                              |
| Фото                      | Harbin HJ-5 | 408            | Фетешти, Румыния                                                              |
| Фото                      | Harbin H-5R | 308            | Фетешти, Румыния                                                              |
| Фото                      | Harbin H-5  |                | Бакэу, Румыния                                                                |
| Фото                      | Ил-28       | 405            | Бухарест, Румыния                                                             |
| Фото                      | Ил-28       | 038            | Чхонджу, Южная Корея                                                          |

## Авиационные происшествия с участием самолёта

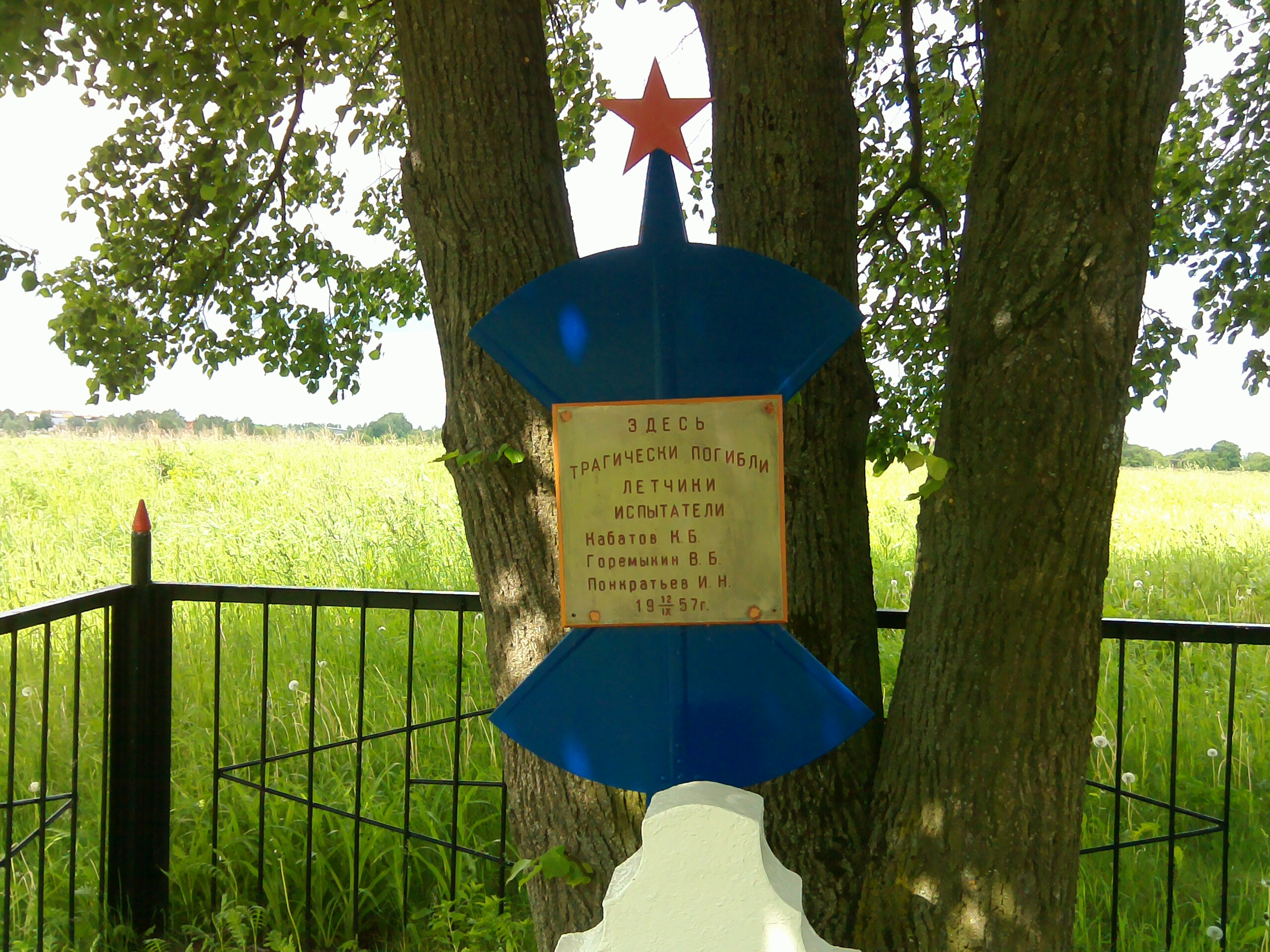
Памятный знак на месте катастрофы 12 сентября 1957 года

- 1 мая 1952 года при возвращении с воздушного парада при плохой видимости разбились два Ил-28: один при заходе на посадку на аэродром Чкаловский, другой — не дойдя до аэродрома[61].
- 12 сентября 1957 года Ил-28 потерпел катастрофу во время испытательного полёта недалеко от села Покровское Московской области (ныне Вороновское поселение Москвы). Погибли три человека: лётчик-испытатель 3-го класса К. Б. Кабатов, штурман-испытатель В. Б. Горемыкин и бортрадист И. Н. Понкратьев[62][63].
- В ночь с 21 на 22 января 1958 года самолёт-разведчик Ил-28Р, во время учебного полёта, при заходе на посадку, врезался в гору Найборецкую в Долинском районе Сахалинской области. Погибли все четыре члена экипажа[64].
- 27 октября 1976 года при выполнении посадки на аэродром Тамбовского ВВАУЛ в условиях ухудшающегося метеоминимума потерпел катастрофу Ил-28 под управлением начальника училища генерал-майора авиации Юрия Александровича Еремеева и штурмана — начальника политического отдела училища. Полёт выполнялся на аэродром учебного полка в Мичуринск, время полёта составляло 15-20 минут. Воздушный стрелок-радист в полёте не участвовал и когда он поздно ночью вернулся домой, то жена, увидев его в «глазок» двери, дважды падала без чувств. В память о генерале Ю. А. Еремееве его именем назван сквер в бывшем военном городке училища.[источник не указан 1005 дней]
- В декабре 1976 года на учебном аэродроме Славгород Барнаульского ВВАУЛ во время учебного полёта потерпел катастрофу самолёт Ил-28 с экипажем из трёх офицеров училища. В результате катастрофы погибли пилот и штурман, один из погибших — штурман, заместитель начальника училища — начальник политического отдела полковник Анатолий Тимофеевич Нетсев. Причина неизвестна[источник не указан 1005 дней]